# Franklin Mine
Franklin Mine es una pequeña área no incorporada en el Condado de Houghton, Míchigan, Estados Unidos. El área se encuentra sobre Quincy Hill, al nordeste de Hancock, y lindando parcialmente con el Municipio de Quincy y parcialmente con el Municipio de Franklin.
Franklin Mine está localizado en 47°08′24″N 88°34′24″O / 47.14000, -88.57333 , y fue nombrado en honor de la homónima mina.